# 冷面笑匠

冷面emoji表情

冷面笑匠（Poker-Faced Comedian、deadpan、dry wit），一种称谓，形容一位演說笑話時自身不笑的喜劇演員，这與笑話本身形成一种對比效果。

## 知名演員
- 查理·卓别林
- 黃子華
- 葛優
- 許冠文
- 劉以達
- 方清平[1]
- 板尾创路[2]
- 巴斯特·基頓